# Neoclytus cacicus
Neoclytus cacicus là một loài bọ cánh cứng trong họ Cerambycidae.